# Loket (Karlovy Vary)
Loket é uma cidade checa localizada na região de Karlovy Vary, distrito de Sokolov‎.